# الشاعر اكس
الشاعر العاشر هي رواية للشباب من تأليف إليزابيث أسيفيدو. التي نشرتها هاربر كولنز في 6 مارس 2018، تعمل شيومارا البالغة من العمر خمسة عشر عامًا، والمعروفة أيضًا باسم اكس أو اكسواي على حل التوتر والصراع في عائلتها من خلال كتابة الشعر. لاقى الكتاب، والذي يعد من أكثر الكتب مبيعًا في صحيفة نيويورك تايمز  استحسانًا وفاز بالعديد من الجوائز في حفل توزيع جوائز الشباب الإعلامي لعام 2019.

## الحبكة
شيومارا باتيستا مراهقة دومينيكية تبلغ من العمر خمسة عشر عامًا تعيش في هارلم وتحب كتابة الشعر. على الرغم من أنها تتوق إلى مشاركتها مع العالم إنها تشعر بأنها أقل شأنا من شقيقها كزافييه (المسمى بمودة التوأم) لأنه يتلقى الكثير من الثناء على عمله. خلال العام الدراسي تطور حبها لشريكها في المختبر، أمان. لكن العلاقة انقطعت عندما رأتهم والدتها يقبلون بعضهم البعض في القطار. في النهاية، وجدت والدتها الشعر الذي تكتبه، مما أدى إلى مواجهة بين الاثنتين.

## الاستقبال والجوائز
حصلت روابة الشاعر اكس على مراجعة جيدة، حيث تلقت تقييمات مميزة بنجمة من مجلة ذا هورن بوكس  وموقع مراجعات كيركس  ومجلة بابليشرز ويكلي  وشيلف أويرنس  ومجلة سكول لايبراري جورنال ،  بالإضافة إلى المراجعات الإيجابية من مجلة بوك ليست  ونشرة مركز كتب الأطفال  و صحيفة نيويورك تايمز. 
تلقى الكتاب الصوتي مراجعة مميزة بنجمة من بوكليست.  كان رابع أكثر الكتب طلبا في مكتبة نيويورك العامة في عام 2018 
في عام 2018، صنفت مجلة مراجعات كيركس رواية الشاعر اكس كأحد أفضل كتب الشباب لهذا العام. 
| Year | Award                                                                   | Result         | Ref.         |
| ---- | ----------------------------------------------------------------------- | -------------- | ------------ |
| 2018 | جائزة الكتاب الوطني لأدب الشباب                                         | فازت           | [ 12 ] [ 1 ] |
| 2018 | جمعية بائعي الكتب المستقلين في نيو أتلانتيك (NAIBA) كتاب العام لليافعين | فازت           | [ 13 ]       |
| 2018 | جائزة كيركوس لأدب القراء الشباب                                         | النهائي        | [ 1 ]        |
| 2018 | جائزة بوسطن غلوب هورن للكتاب للخيال والشعر                              | الفائز         | [ 14 ]       |
| 2018 | جائزة لوس أنجلوس تايمز للكتاب لأدب اليافعين                             | الفائز         | [ 15 ]       |
| 2018 | جائزة اختيار جودريدز للشعر                                              | مرشح           | [ 16 ]       |
| 2019 | جمعية المكتبات الأمريكية كتب صوتية مذهلة للشباب                         | العشر الأوائل  | [ 17 ]       |
| 2019 | جمعية المكتبات الأمريكية أفضل رواية للشباب                              | العشرة الأوائل | [ 18 ]       |
| 2019 | جمعية المكتبات الأمريكية كتب صوتية مذهلة للشباب                         | العشرة الأوائل | [ 19 ]       |
| 2019 | جمعية خدمة المكتبات للأطفال تسجيلات الأطفال البارزة                     | إنتخاب         | [ 20 ]       |
| 2019 | جمعية خدمة المكتبات للأطفال كتب الأطفال البارزة                         | إنتخاب         | [ 21 ]       |
| 2019 | قائمة أميليا بلومر                                                      | العشرة الأوائل | [ 22 ]       |
| 2019 | ميدالية كارنيغي                                                         | الفائز         | [ 23 ]       |
| 2019 | جائزة لامدا الأدبية للأطفال والشباب                                     | النهائي        | [ 24 ]       |
| 2019 | جائزة مايكل ل. برينتز                                                   | الفائز         | [ 25 ]       |
| 2019 | جائزة أوديسي                                                            | كتاب الشرف     | [ 25 ]       |
| 2019 | جائزة بورا بيلبري                                                       | الفائز         | [ 25 ]       |
| 2019 | جائزة والتر دين مايرز                                                   | الفائز         | [ 26 ]       |
| 2019 | يالسا اختيارات سريعة للقراء الشباب المترددين                            | العشرة الأوائل | [ 27 ]       |
| 2020 | جائزة لينكولن                                                           | مرشح           | [ 16 ]       |
| 2020 | جائزة رود آيلاند للكتاب في سن المراهقة                                  | مرشح           | [ 28 ]       |